# Vismia cauliflora
Vismia cauliflora är en johannesörtsväxtart som beskrevs av Albert Charles Smith. Vismia cauliflora ingår i släktet Vismia och familjen johannesörtsväxter. Inga underarter finns listade i Catalogue of Life.